# Донковцев, Геннадий Павлович
Генна́дий Па́влович Донко́вцев (21 января 1945, Ашхабад, Туркменская ССР — 3 августа 2010, Оренбург, Российская Федерация) — председатель Оренбургского горисполкома (1985—1991), глава администрации города Оренбурга (1993—2000).

## Биография
Родился 21 января 1945 года в городе Ашхабаде. В 1949 году его семья переехала в Оренбургскую область.
Окончил Омский институт инженеров железнодорожного транспорта в 1969 году, ВПШ в Алма-Ате в 1974 году, АОН при ЦК КПСС.
С 1963 по 1970 год работал помощником машиниста, помощником мастера, мастером цеха в локомотивном депо Оренбурга.
С 1970 года начал партийную деятельность, до 1985 года был инструктором промышленно-транспортного отдела Оренбургского горкома КПСС, затем заведующим отделом пропаганды и агитации, секретарём, вторым секретарём горкома.
С 1985 по 1991 год являлся председателем исполкома Оренбургского горсовета. В конце года был смещён губернатором Елагиным с поста главы города.
С 1992 по 1993 год был председателем Совета директоров АО «Оренвест».
В 1993—2000 годах — глава администрации Оренбурга. Являлся членом КПРФ. С 1995 года также был председателем Оренбургской городской Думы, позже — городского Совета.
В 1995 году баллотировался на пост губернатора Оренбургской области. Уже в первом туре проиграл выборы действующему губернатору Владимиру Елагину, получив 21,69 % голосов.
С 2000 года — председатель попечительского Совета некоммерческой организации Оренбургского благотворительного фонда «Евразия».
В 2010 году по настоянию общественности Оренбургским городским Советом присвоено звание «Почетный гражданин города Оренбурга» (посмертно).
Имя присвоено книжному издательству в Оренбургской области.
Похоронен в Оренбурге на Старом кладбище по улице Монтажников.